# Misha Zabludowski
Misha Zabludowski (* um 1913) war in den 1930er-Jahren ein deutscher Tischtennis-Nationalspieler.

## Leben und Wirken
Anfang der 1930er-Jahre spielte Misha Zabludowski beim Verein Tennis-Club Borussia 1902. In der deutschen Rangliste belegte er 1930/31 Platz drei. International war er 1930 und 1931 bei den Weltmeisterschaften aktiv, wo er 1931 mit der deutschen Mannschaft Fünfter wurde. Bei den ersten deutschen Meisterschaften 1931 in Magdeburg erreichte er im Einzel einen geteilten dritten Platz.
1931 verließ Zabludowski Deutschland und lebte danach in London.

## Turnierergebnisse
| Verband | Veranstaltung     | Jahr | Ort      | Land | Einzel | Doppel    | Mixed        | Team |
| ------- | ----------------- | ---- | -------- | ---- | ------ | --------- | ------------ | ---- |
| GER     | Weltmeisterschaft | 1931 | Budapest | HUN  | Qual   | Qual      | keine Teiln. | 5    |
| GER     | Weltmeisterschaft | 1930 | Berlin   | FRG  | Qual   | letzte 32 | keine Teiln. |      |